# El sonido del silencio
El sonido del silencio (denominado como Acústico: El sonido del silencio) es el quinto álbum del músico cristiano colombiano Álex Campos, publicado en 2006, en donde se puede encontrar al cantante al lado de otros artistas como Dr. P, Lilly Goodman, Marcos Witt y su hermano Luis Campos. Grabado en vivo en la iglesia Filadelfia Puente Largo, Bogotá.

## Estilo
El estilo predominante gira en torno de que es un concierto completamente acústico. El estilo musical está compuesto por una fusión entre reggae, batucada, blues, tropipop y folklore colombiano.
El álbum presenta una recopilación de canciones ya mostradas por Álex Campos en sus anteriores trabajos discográficos, algunas como «Allí está Él», «Dime», «Vuelve pronto» y «Al taller del Maestro» entre otros, bajo un nuevo arreglo musical. Mientras que; «Fiel», «Nube de colores» y «El sonido del silencio» son presentadas como nuevas canciones dentro del álbum.

## Lista de canciones
| N.º | Título                               | Duración |  |
| 1.  | «Allí está Él»                       | 5:17     |  |
| 2.  | «Me dijo»                            | 4:27     |  |
| 3.  | «Dime»                               | 3:41     |  |
| 4.  | «¿Qué pasa?»                         | 5:23     |  |
| 5.  | «Nube de colores»                    | 5:02     |  |
| 6.  | «Tu cielo perdido» (con Luis Campos) | 7:03     |  |
| 7.  | «Nada más quien piensas»             | 3:33     |  |
| 8.  | «Al taller del Maestro»              | 5:41     |  |
| 9.  | «Sueño de morir» (con Lilly Goodman) | 5:09     |  |
| 10. | «El sonido del silencio»             | 6:04     |  |
| 11. | «Fiel» (con Marcos Witt)             | 6:14     |  |
| 12. | «Vuelve pronto»                      | 3:27     |  |
| 13. | «Miraré al cielo»                    | 4:01     |  |
| 14. | «La fruta prohibida» (con Dr. P)     | 6:22     |  |